# タイシェト

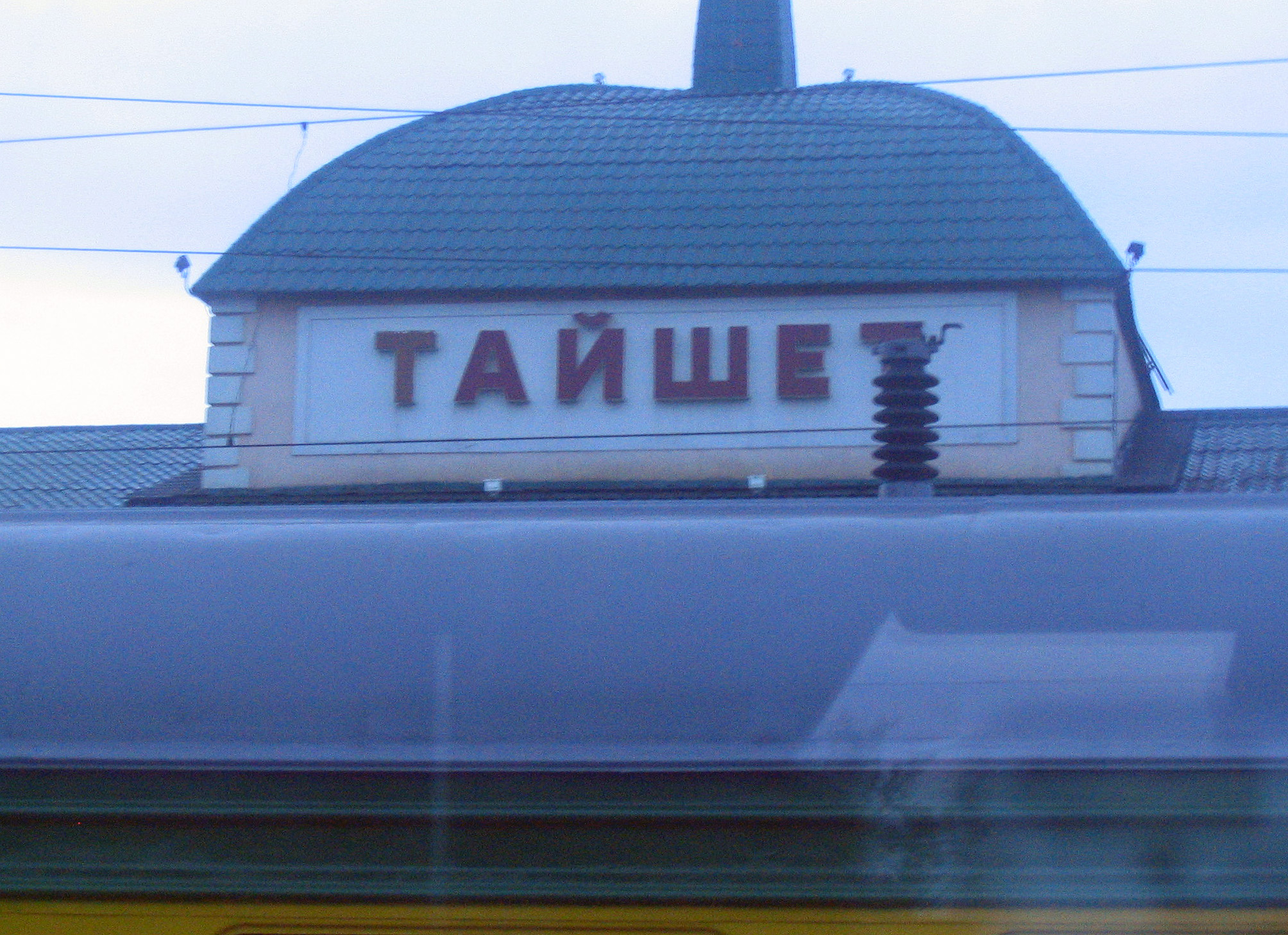
タイシェト駅

タイシェト（ロシア語: Тайше́т、タイシェットとも）は、ロシア連邦のイルクーツク州タイシェツキー地区にある町。人口は3万4491人（2021年）。
町の名の由来はケット語で「冷たい川」を意味し、同名の川が街に流れている。
この町はシベリア鉄道、バイカル・アムール鉄道、および南シベリア鉄道が交差する鉄道の要衝として有名である。

## 歴史
1897年にシベリア鉄道の補給地点及び駅として設立、1938年に町に昇格。
第二次世界大戦後、第7収容施設（ラーゲリ）が設置されて、シベリア抑留の対象となった日本人捕虜が収容された。